# ليلياوات صغيرة
ليلياوات صغيرة (الاسم العلمي: Micronoctuini)، قبيلة حشرات عثية من فصيلة الأربوسية، تضم حوالي 400 نوع من الأنواع الموصوفة.